# 廷臣二十二卿列参事件
廷臣二十二卿列参事件（ていしんにじゅうにきょう れっさんじけん）は、慶応2年8月30日（1866年10月8日）に発生した公家による騒擾事件である。

## 概要
孝明天皇は朝廷と幕府がともに協力しあうべきであるとする公武合体論の立場から、深く幕府を信頼し大政を委任していたが、これに不満を持つ尊皇攘夷派公家の跳梁跋扈に悩まされていた。やがて尊攘派と天皇の対立は顕在化し、八月十八日の政変などを経て尊攘派の公家は朝廷から追放されていった。
しかし、慶応2年（1866年）の長州征討が幕府軍の敗北に終わったのをきっかけに、尊攘派公家を朝廷に復帰させるべきであるという声が大きくなっていった。こうした中で、追放されている公家の復帰・朝政の改革など国事につき建言するため、大原重徳を中心とした公家22名が朝廷に押しかける騒擾事件が発生する。しかし、天皇はこれを退け、逆に22名に対して謹慎等の処分を下し、変わらぬ信頼を幕府に寄せていることを示した。
なお、この事件の背後には岩倉村に蟄居中の岩倉具視の策謀が有ったとされ、これは後に岩倉による天皇暗殺疑惑へと繋がる伏線をなしている。

## 二十二卿
対象公家は下記の通り。
| 対象者 （名前の読み）                  | 年齢 （当時・数え年） | 官位 （当時）                    | 備考                            |
| -------------------------------------- | --------------------- | -------------------------------- | ------------------------------- |
| 中御門経之 （なかのみかど つねゆき）   | 47歳                  | 従三位・参議・左大弁             |                                 |
| 大原重徳 （おおはら みちとみ）         | 66歳                  | 正三位・前左衛門督               |                                 |
| 北小路随光 （きたこうじ よりみつ）     | 35歳                  | 正三位・左京権大夫               |                                 |
| 千種有任 （ちぐさ ありとう）           | 31歳                  | 侍従                             |                                 |
| 岩倉具綱 （いわくら ともつな）         | 25歳                  | 侍従                             |                                 |
| 高野保美 （たかの やすよし）           | 50歳                  | 従三位・非参議                   |                                 |
| 穂波経度 （ほなみ つねのり）           | 30歳                  | 従三位・非参議                   |                                 |
| 高倉永祜 （たかくら ながさち）         | 29歳                  | 従三位・非参議                   | ※「さち」の字は「示へんに古」。 |
| 櫛笥隆韶 （くしげ たかつぐ）           | 44歳                  | 正四位下？・右近衛権中将         |                                 |
| 園池公静 （そのいけ きんしず）         | 32歳                  | 正四位下？・右近衛権中将         |                                 |
| 愛宕通致 （おたぎ みちずみ）           | 29歳                  | 四位・右近衛権少将               |                                 |
| 植松雅言 （うえまつ まさこと）         | 42歳                  | 四位・右近衛権少将               |                                 |
| 高野保建 （たかの やすたけ）           | 30歳                  | 正四位下・右近衛権少将           |                                 |
| 高辻修長 （たかつじ おさなが）         | 27歳                  | 正四位下・少納言・侍従・文章博士 |                                 |
| 長谷信成 （ながたに のぶなり）         | 26歳                  | 五位・美濃権介                   |                                 |
| 四条隆平 （しじょう たかとし）         | 26歳                  | 正五位下？                       |                                 |
| 西洞院信愛 （にしのとういん のぶなる） | 21歳                  | 正五位下？                       |                                 |
| 西四辻公業 （にしよつつじ きみなり）   | 29歳                  | 正五位下？                       |                                 |
| 愛宕通旭 （おたぎ みちてる）           | 21歳                  | 五位                             |                                 |
| 岩倉具定 （いわくら ともさだ）         | 15歳                  | 五位                             |                                 |
| 澤宣種 （さわ のぶたね）               | 20歳                  | 正五位下・主水正                 |                                 |
| 大原重朝 （おおはら しげとも）         | 19歳                  | 五位・備後権介？                 |                                 |

1. 1 2 3 4 5 6 7 8 9 10 11 12 13 14 15 16 17 18 19 20 21 22  『平成新修旧華族家系大成』（霞会館発行）によるふりがな。

※東京大学史料編纂所データベース：維新史料綱要データベースより採取。小玉正任監修「幕末公家集成」新人物往来社も参照。